# Pomadasys empherus
Pomadasys empherus är en fiskart som beskrevs av Bussing, 1993. Pomadasys empherus ingår i släktet Pomadasys och familjen Haemulidae. IUCN kategoriserar arten globalt som otillräckligt studerad. Inga underarter finns listade i Catalogue of Life.